# Chaise longue

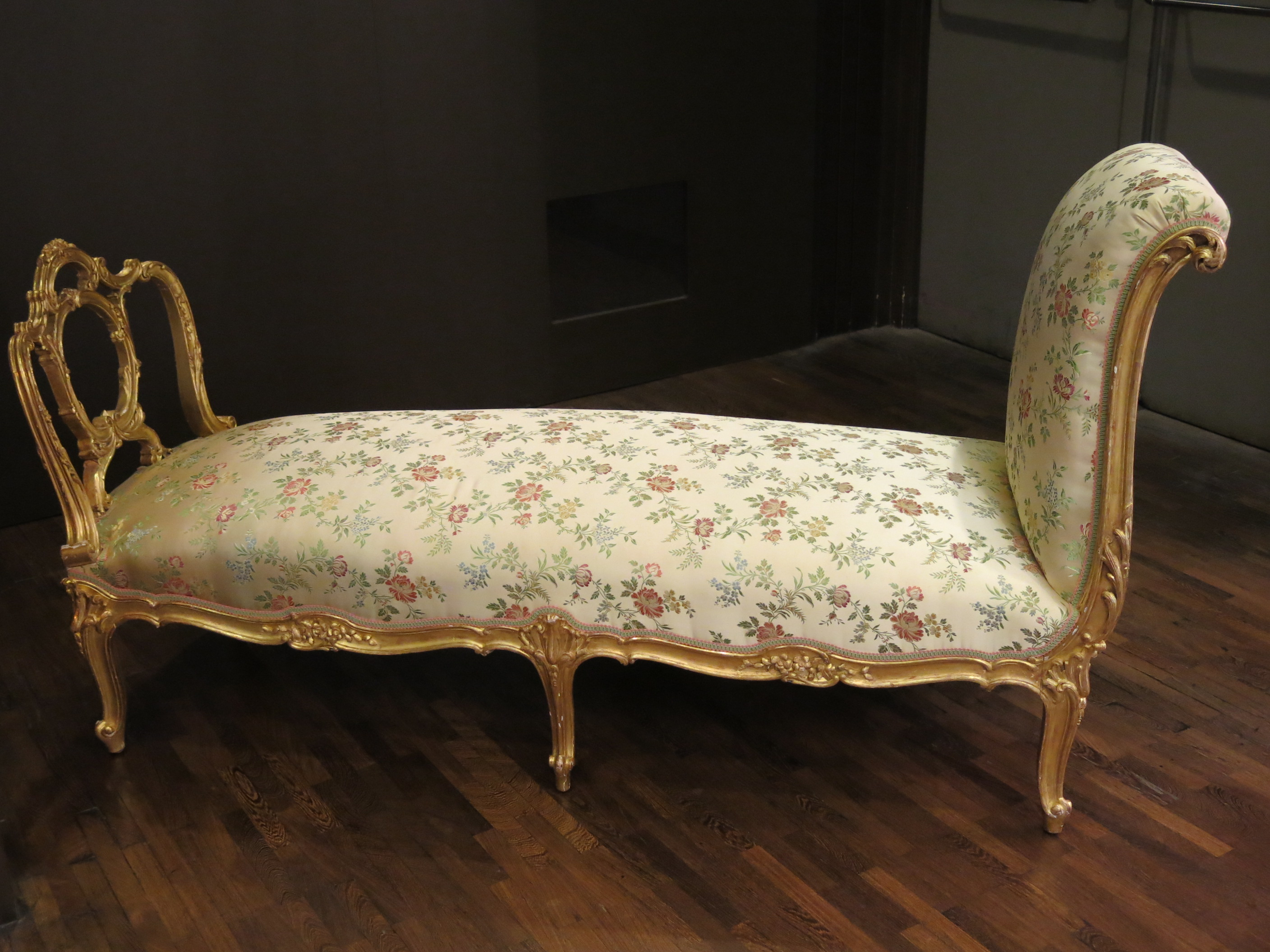
Récamière

Chaise longue (z franc. dlouhá lavice, vyslov:šéz long:) je typ sedacího nábytku, čalouněné pohovky (též sofa) k dennímu sezení pro jednu až dvě osoby, vyznačuje se opěradlem a prodlouženým sedákem pro natažené nohy.

## Konstrukce

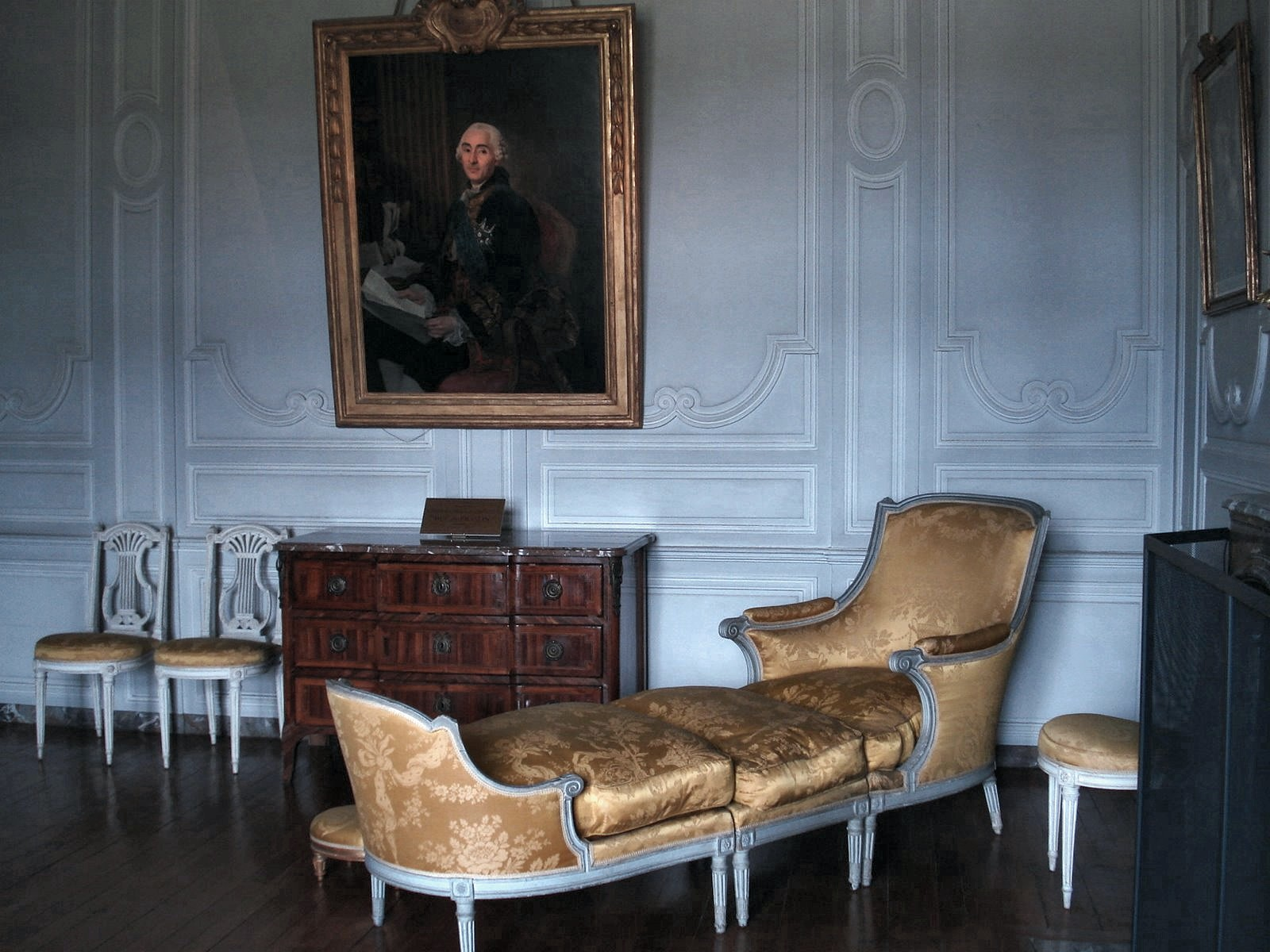
Typ Duchesse brisée

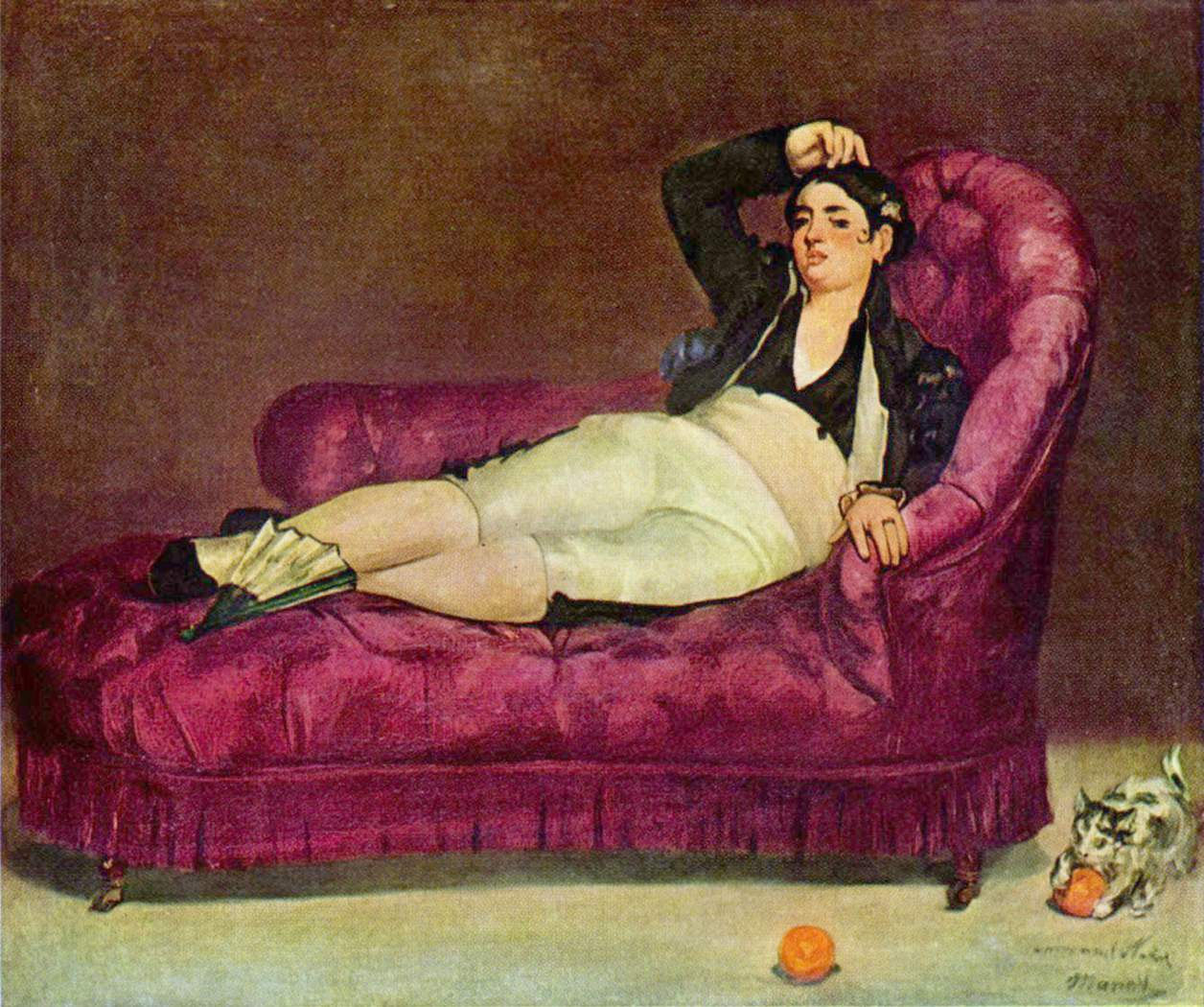
Méridienne v malbě Eduarda Maneta

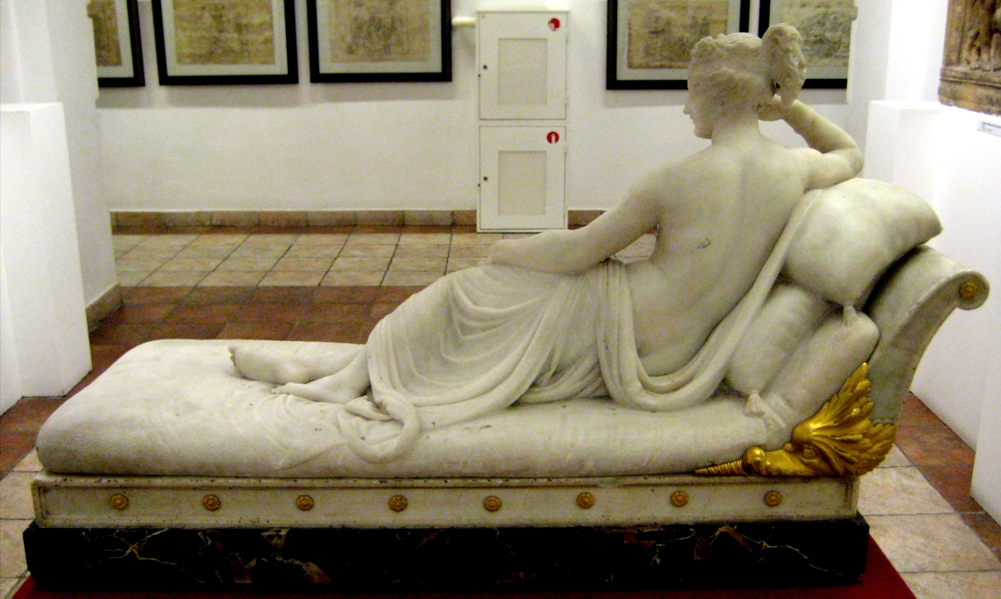
Antonio Canova: Venuše

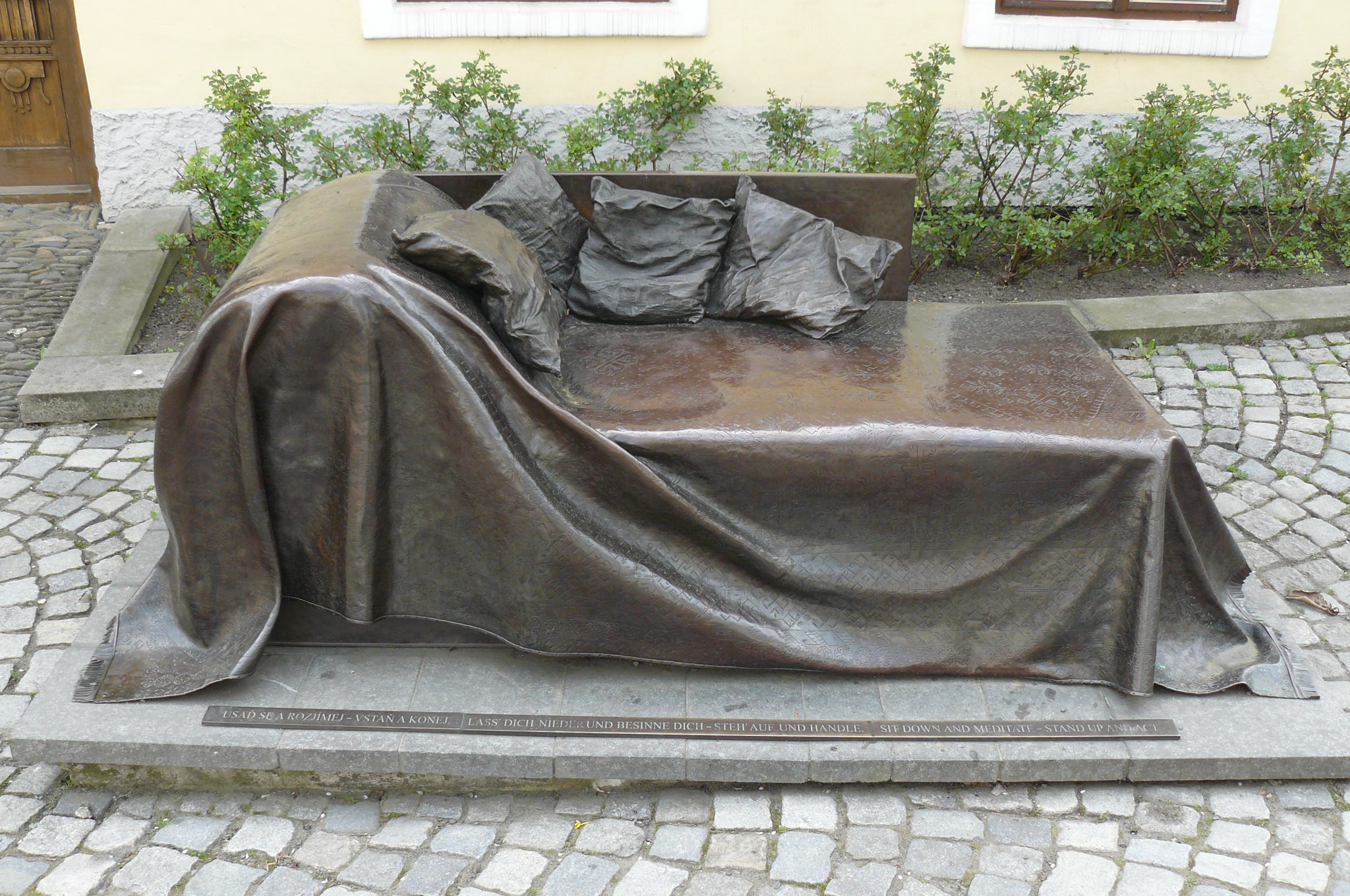
Chaise longue Sigmunda Freuda, bronzový památník před rodným domem v Příboru

Zpravidla jde o dřevěný rám asymetrického tvaru, čalouněný dvěma až třemi polštáři: přímým zadním či oblým koutovým opěradlem, područkou a sedákem. Zadní opěradlo se u klasicistních konstrukcí nahrazuje válcovým polštářem. Mobilitu pohovky umožňují někdy kolečka na dvou předních nebo na všech čtyřech nohách. Jindy jsou nožky nahrazeny masivním soklem. Komfort posezení bývá umocněn dalšími volně loženými polštáři. Čaloun z koudele nebo bavlněné cupaniny vyztužené drátěnými péry může být v moderním designu nahrazen méně trvanlivým molitanem. Oblé tvary bývají u moderních pohovek nahrazeny pravoúhlými. Současné konstrukce mohou být z duralových trubek nebo z ratanu a čaloun nahrazuje plátěný potah s volně vloženým polštářem s molitanovou výplní.

## Historie
Chaise longue v podobě subtilního lehátka se objevuje již na freskách z antického Říma. Masivní čalouněná podoba této pohovky vznikla až ve druhé čtvrtině 18. století ve Francii, původně jako doplněk rokokového interiéru paláců a zámků období vlády krále Ludvíka XV. Její umístění v přijímacím salónu panstva legitimovalo pohodlné polehávání pána či paní domu při přijímání návštěv. Přísný mravní kodex Rakouské monarchie tento zvyk začal tolerovat až v období klasicismu a biedermeieru v 19. století.
Na vedutách zámeckých interiérů však zpětně lze vystopovat, že česká šlechta již kolem roku 1750 dvorskou etiketu nedodržovala. V téže době se chaise longue rozšířila po celé Evropě.

## Současnost
Od poloviny 20. století se stále více prosazují také praktické skládací varianty chaise longue zahradní či plážové.

## Varianty
- Méridienne – nazvaná polední odpočinek, plně čalouněná, se splývavým potahem, bez zjevné konstrukce
- Récamière – nazvaná podle módní ikony období empíru, paní Récamiérové ; klasicistní design pochází z let 1784–1790; oproti ostatním typům má jen úzký opěrák zad, pohovka není přístěnná, nýbrž vysunutá do interiéru a umožňuje sedící osobě přijímat hosty zleva i zprava.
- Duchesse brisée – trojdílná chaise longue, určená pro dvojici proti sobě odpočívajících osob, a k tomu účelu spojená jednou podnožkou. Bývá asymetrická, první uživatel má delší část s vyšším opěradlem a dvěma područkami, druhý – protější uživatel má opěradlo nižší.
- Nausicaa – moderní geometrické tvary

## Chaise longue v umění
Sochaři si chaise longue oblíbili jako podstavec svých figurálních soch. Nejstarší se objevují v antice jako etruské náhrobky, asi nejznámější je Venuše od Antonia Canovy v Puškinově muzeu v Moskvě. V malbě proslul portrét paní Juliette Récamiérové, který namaloval Jean Auguste Dominique Ingres. Z fotografií je mj. cenný portrét Charlotty Garrigue-Masarykové ze sanatoria.